# Nephrotoma unisicata
Nephrotoma unisicata är en tvåvingeart som beskrevs av Alexander 1969. Nephrotoma unisicata ingår i släktet Nephrotoma och familjen storharkrankar. Inga underarter finns listade i Catalogue of Life.